# Korczew (gromada w powiecie sieradzkim)
Korczew – dawna gromada, czyli najmniejsza jednostka podziału terytorialnego Polskiej Rzeczypospolitej Ludowej w latach 1954–1972.
Gromady, z gromadzkimi radami narodowymi (GRN) jako organami władzy najniższego stopnia na wsi, funkcjonowały od reformy reorganizującej administrację wiejską przeprowadzonej jesienią 1954 do momentu ich zniesienia z dniem 1 stycznia 1973, tym samym wypierając organizację gminną w latach 1954–1972.
Gromadę Korczew siedzibą GRN w Korczewie utworzono – jako jedną z 8759 gromad na obszarze Polski – w powiecie sieradzkim w woj. łódzkim, na mocy uchwały nr 38/54 WRN w Łodzi z dnia 4 października 1954. W skład jednostki weszły obszary dotychczasowych gromad Korczew, Tymienice, Wojsławice, Wólka Wojsławska i Izabelów (z lasami państwowymi) oraz kolonia Annopole z dotychczasowej gromady Annopole ze zniesionej gminy Korczew w tymże powiecie. Dla gromady ustalono 25 członków gromadzkiej rady narodowej.
31 grudnia 1961 do gromady Korczew przyłączono obszar zniesionej gromady Annopole.
31 grudnia 1962 z gromady Korczew wyłączono wieś Czartki i kolonię Mokre Zborowskie, włączając je do gromady Woźniki w tymże powiecie.
Gromada przetrwała do końca 1972 roku, czyli do kolejnej reformy gminnej.